# Graphium junodi
Graphium junodi is een vlinder uit de familie van de pages (Papilionidae). De wetenschappelijke naam van de soort is voor het eerst geldig gepubliceerd in 1893 door Roland Trimen.